# Prasinocyma megacydes
Prasinocyma megacydes är en fjärilsart som beskrevs av Louis Beethoven Prout 1930. Prasinocyma megacydes ingår i släktet Prasinocyma och familjen mätare. Inga underarter finns listade i Catalogue of Life.